# Associação Nacional de Pós Graduação e Pesquisa em Educação
A Associação Nacional de Pós-Graduação e Pesquisa em Educação (ANPEd) é uma entidade sem fins lucrativos, que reúne acadêmicos - pesquisadores, professores e estudantes - e profissionais da área de Educação no Brasil, sendo um agente institucional indutor da melhoria da qualidade da pesquisa e da formação em pós-graduação e atuante na interlocução social da formulação e da implementação de políticas públicas em educação.

## História
A ANPEd foi fundada em 16 de março de 1978 como resultado de um convênio específico entre a FGV/IESAE e a CAPES, com a articulação realizada por Maria Julieta Costa Calazans, professora da FGV, sendo materializada em um evento científico sediado na própria Fundação envolvendo 34 representantes dos diversos programas de pós-graduação em educação que estavam em funcionamento na década de 1970: dois representantes da UnB, UNICAMP, PUC/SP, UFSM, UFRGS, UFPB, UFMG; um representante da UFC, UFPE, UFSC, UFPR, UFBA, PUC/RS; da área do Rio de Janeiro: dois representantes da UFF, três da UFRJ e da PUC-Rio, mais 6 representantes da FGV.
Desde o início de sua fundação, em 1978, tendo sido eleito Jacques da Rocha Veloso, então professor da Universidade de Brasília, como seu primeiro presidente, e Maria Julieta Calazans, da FGV, como secretária-executiva, a qual se tornou a segunda presidente da ANPEd a partir de 1980. Assim, a ANPEd foi concebida para atuar perante a CAPES principalmente para o desenvolvimento do Plano Nacional de Pós-Graduação em Educação.
Com sede na cidade do Rio de Janeiro, a associação atua no aperfeiçoamento da pesquisa e pós-graduação em Educação no Brasil, ao atuar como fórum de debates e de divulgação das investigações realizadas pelos programas de pós-graduação stricto sensu, promovendo a interlocução entre pesquisadores do campo educacional, além de ser reconhecida como espaço de qualificação das produções acadêmicas na área, a exemplo do campo de currículo.
Em 1985, a ANPEd decidiu criar um Grupo de Trabalho (GT) de Currículo, cuja coordenação coube à professora Ana Maria Saul, sendo realizada a primeira reunião do GT em dezembro de 1985, durante o 1º Seminário Nacional de Currículo, promovido pelo Programa de Estudos Pós-Graduados em Supervisão e Currículo da Pontifícia Universidade Católica de São Paulo (PUC/SP). Esta formação iniciou foi responsável pela reconceptualização do campo de currículo; o ensino de currículo em cursos de pedagogia das universidades brasileiras; e a investigação em currículo no país. Estes debates influenciaram as discussões que compuseram uma das reuniões do evento "Educação e Constituinte", ocorrida no Rio de Janeiro, em 1986, que proporcionou influenciou na redação do capítulo sobre educação que constaria na Constituição Federal promulgada em 1988.
a partir dos anos de 1990, a ANPEd avançou na qualificação da área educacional brasileira por meio das seguintes ações:
- criação do Comitê Científico (PUC-SP, novembro de 1989);
- adoção de posturas seletiva e formativa por meio da promoção de sessões especiais e mesas-redondas, com a integração de vários grupos de trabalho, assim como a realização de minicursos nas reuniões anuais;
- assunção e promoção de concursos de pesquisa sobre determinadas questões;
- estímulo à realização dos seminários de pesquisa regionais (as "anpedinhas");
- publicação da Revista Brasileira de Educação.

Desde 1995, a ANPEd edita a Revista Brasileira de Educação que, buscando um padrão de qualidade internacional, tornou-se uma referência acadêmica em todos os programas de pós-graduação, sendo atualmente a publicação científica mais importante da área no Brasil. A revista tem formato eletrônico e está disponível na plataforma SciELO.